# Обрадовці
Обрадовці (хорв. Obradovci) — населений пункт у Хорватії, у Вировитицько-Подравській жупанії у складі громади Зденці.

## Населення
Населення за даними перепису 2011 року становило 56 осіб.
Динаміка чисельності населення поселення:

## Клімат
Середня річна температура становить 11,18 °C, середня максимальна – 25,66 °C, а середня мінімальна – -6,06 °C. Середня річна кількість опадів – 721 мм.
| Клімат поселення                              | Клімат поселення | Клімат поселення | Клімат поселення | Клімат поселення | Клімат поселення | Клімат поселення | Клімат поселення | Клімат поселення | Клімат поселення | Клімат поселення | Клімат поселення | Клімат поселення | Клімат поселення |
| Показник                                      | Січ.             | Лют.             | Бер.             | Квіт.            | Трав.            | Черв.            | Лип.             | Серп.            | Вер.             | Жовт.            | Лист.            | Груд.            |                  |
| Середній максимум, °C                         | 5,80             | 8,18             | 12,80            | 17,27            | 22,65            | 25,66            | 25,38            | 24,80            | 20,57            | 15,27            | 9,46             | 5,39             |                  |
| Середня температура, °C                       | −0,1             | 2,20             | 6,90             | 11,33            | 16,72            | 19,72            | 21,48            | 20,90            | 16,69            | 11,40            | 5,56             | 1,50             |                  |
| Середній мінімум, °C                          | −6,06            | −3,7             | 0,90             | 5,40             | 10,78            | 13,80            | 17,57            | 17,01            | 12,76            | 7,46             | 1,65             | −2,4             |                  |
| Норма опадів, мм                              | 44               | 41               | 43               | 56               | 68               | 91               | 66               | 66               | 55               | 63               | 72               | 56               |                  |
| Середньомісячна швидкість вітру, м/с          | 2.20             | 2.40             | 2.70             | 2.60             | 2.30             | 2.15             | 2.10             | 1.90             | 1.90             | 2.00             | 2.10             | 2.20             |                  |
| Середньомісячна сонячна радіація, кДж/м²·день | 4162             | 6889             | 10766            | 15253            | 19318            | 21315            | 22119            | 20092            | 14823            | 9110             | 4670             | 3503             |                  |
| --------------------------------------------- | ---------------- | ---------------- | ---------------- | ---------------- | ---------------- | ---------------- | ---------------- | ---------------- | ---------------- | ---------------- | ---------------- | ---------------- | ---------------- |
| Джерело:                                      |                  |                  |                  |                  |                  |                  |                  |                  |                  |                  |                  |                  |                  |